# Melloina gracilis
Melloina gracilis är en spindelart som först beskrevs av Schenkel 1953.  Melloina gracilis ingår i släktet Melloina och familjen Paratropididae.
Artens utbredningsområde är Venezuela. Inga underarter finns listade i Catalogue of Life.